# Пандо Шиперков
Пандо Шиперков е гръцки комунистически деец и партизанин.

## Биография
Роден е в костурското село Смърдеш. Включва се в комунистическата съпротива пред есента на 1943 година в рамките на партизанския отряд „Лазо Търповски“. По-късно става политически комисар на чета в рамките на Леринско-костурският батальон. После става комисар на втори батальон на Леринско-костурската бригада. От май 1945 година е назначен за комисар на погранична единица на Корпуса за народна отбрана на Югославия в района на Гевгели. През ноември на следващата година е командир в Щаба на ДАГ в планината Вич. Загива в местността Свети Илия между селата Гръче и Папратско.